# Stazione di San Giacomo (Guastalla)
La stazione di San Giacomo è una fermata ferroviaria della ferrovia Reggio Emilia-Guastalla. Serve la località di San Giacomo, frazione del comune di Guastalla, in provincia di Reggio Emilia.

## Strutture e impianti
La fermata è dotata di un unico binario destinato al servizio viaggiatori, servito da un marciapiede basso (25 cm). Non sono presenti sottopassi.
Il sistema di informazioni ai viaggiatori è esclusivamente sonoro, senza tabelloni video di stazione.

## Movimento
La stazione è servita da treni regionali svolti da Trenitalia Tper nell'ambito del contratto di servizio stipulato con la regione Emilia-Romagna.
A novembre 2019, la stazione risultava frequentata da un traffico giornaliero medio di circa 68 persone (32 saliti + 36 discesi).